# Manfrotto (entreprise)
Pour les articles homonymes, voir Manfrotto.
Manfrotto est un fabricant de supports (trépieds, monopodes...) pour appareil photo, caméra et éclairage. 
Proposant des produits de qualité pour amateurs et professionnels, l'entreprise fait partie des leaders de ce marché grâce à son positionnement intermédiaire. 
Bien qu'elle soit basée à Bassano del Grappa (Italie) sur son site historique, elle est détenue par la firme anglaise Vitec Group depuis un rachat en 1989.

## Historique
À la fin des années 1960, un photojournaliste italien, Lino Manfrotto, commence à fabriquer des supports pour appareils photos : bancs, trépieds, tiges télescopiques... En 1972, il rencontre Gilberto Battochio, un technicien travaillant pour une entreprise d'outillage basée à Bassano, qui le rejoint. En 1974, l'entreprise Manfrotto commercialise son premier trépied ; en 1986, Manfrotto détient six usines de productions à Bassano et en ouvre cinq nouvelles dans la zone industrielle de Feltre en l'espace de deux ans seulement. 
En 1989, le groupe anglais Vitec Group Plc. rachète Manfrotto, puis en 1992 l'entreprise française Gitzo et en 1993 les américains Bogen Photo Corp. Les marques sont conservées : Manfrotto est essentiellement distribué par Bogen, sous le nom Manfrotto, en Allemagne, France, Italie, Japon, Royaume-Uni et États-Unis. Au Canada, la marque est distribuée par Amplis Fotos Inc.

## Concurrents
Pour les produits d'entrée de gamme, les principaux concurrents de Manfrotto sont Velbon, Canon[réf. nécessaire], Slik.
Pour le milieu de gamme « amateurs avertis”» et professionnels, on peut citer Cullmann, Miller et pour certains produits Gitzo, qui fait désormais partie du même groupe mais se positionne surtout sur un segment plus haut de gamme et plus pointu. 
Contrairement à Slik et Miller, Manfrotto ne réalise pas de trépied mono-pièce : la production est basée sur une approche modulaire avec des pièces interchangeables vendues séparément.